# Kathleen Stanbury-Statbourg
Kathleen Stanbury-Statbourg (fl. XX secolo) è stata una schermitrice britannica, vincitrice di una medaglia di bronzo ai campionati mondiali di scherma.